# Ethelontides biunicornis
Ethelontides biunicornis är en fjärilsart som beskrevs av Edward Meyrick 1934. Ethelontides biunicornis ingår i släktet Ethelontides och familjen mott. Inga underarter finns listade i Catalogue of Life.